# 長崎電視台
株式會社長崎電視（日语：／ Terebi Nagasaki */?），通稱長崎電視台（テレビ長崎），簡稱KTN（K.K. Television Nagasaki），是日本的一家以長崎縣為放送地域的電視台。長崎電視台開播于1969年4月1日，是長崎縣的第二家民營電視台，呼號為JOWH-DTV，遙控器號碼是8頻道。長崎電視台是富士電視台系列聯播網FNN和FNS成員。

## 資本構成
下表列出2015年3月31日時長崎電視台的主要股東:460：
| 資本金  | 發行股份總數 | 股東數 |
| ------- | ------------ | ------ |
| 3億日元 | 60,000股     | 16     |

| 股東                       | 持股數   | 比例   |
| -------------------------- | -------- | ------ |
| 讀賣新聞集團本社           | 11,900股 | 19.83% |
| 東洋漁業                   | 10,800股 | 18.00% |
| 關西電視台                 | 09,800股 | 16.33% |
| 西日本新聞社               | 09,000股 | 15.00% |
| 金子源吉                   | 09,000股 | 15.00% |
| 全國共濟農業協同組合聯合會 | 04,600股 | 07.66% |

## 歷史
1960年代後期，隨著郵政省開放UHF頻段用於電視使用，日本大都市圈以外的地區出現開設第二家民營電視台的熱潮:25。長崎縣當時有西日本新聞系的長崎電視台、關西電視台系的TV長崎、每日新聞系的西海電視台、讀賣新聞系的長崎讀賣電視台、農協系的西海TV、當地財界的西九州電視台，共6家公司申請獲得電視執照:26。在郵政省的斡旋下，這些業者最終同意整合為長崎電視台進行申請，在1967年11月14日獲得預備執照:26-27。翌年3月10日，長崎電視台舉辦創立總會，並於12日正式登記設立公司:28。長崎電視台在創立時，西日本新聞·關西電視台系資本及讀賣新聞新聞系資本各佔據半數股權，因此長崎電視台在開播初期是富士電視台和日本電視台系列聯播網的跨網台:29、39。1968年4月，長崎電視台在長崎市金屋町自三菱重工購買土地，用於修建總部（該地原本是後藤象二郎故居）。長崎電視台第一代總部大樓地下有兩層，地上有兩層，攝影棚面積僅有23平方公尺:30-31。同年6月28日，長崎電視台決定選擇KTN作為公司簡稱，並從公開徵集的應徵方案中選出了第一代商標:36。1969年3月9日，長崎電視台開始進行試播:37。
1969年4月1日早晨7時，長崎電視台正式開播:42。開播當年，長崎電視台即為轉播第24屆國民體育大會而購入轉播車:43。翌年長崎電視台參與了長崎縣的長崎開港400週年紀念活動「青年之船」，赴香港、澳門、台灣、沖繩（當時由美國統治）進行採訪，在開播第二年即實現海外取材:44-45。但同樣在1970年，由於稻佐山送信所和烏帽子送信所發生設備事故，長崎電視台在一周內發生兩次停播事故:46。長崎電視台工會也在這一年成立:48。1971年度，長崎電視台實現0.52億日元的盈利，也是長崎電視台首次實現盈利:49-50。1973年度，長崎電視台盈利增加到1.54億日元，並成功清零累積虧損，還首次實施股票分紅:50。1976年度，長崎電視台的盈利增加到2.94億日元:53。同年度長崎電視台開始導入電子新聞採集（ENG）系統後，新聞採訪製作能力有飛躍提升:60-62。
1977年，長崎電視台決定對總部進行擴建，並在1979年2月竣工。新總部地下有2層，地上有6層，攝影棚面積大幅擴張至225平方公尺:56。1984年度，長崎電視台的營業額達50.67億日元，首次超過50億日元:64。1988年，長崎電視台導入了企業識別，並啟用了現行商標:76-77。1986年，長崎電視台和上海廣播電視台簽訂業務交流協議，是長崎電視台第一個海外友好電視台:77-78。1980年度末期，受到日本泡沫經濟時期的好景氣影響，長崎電視台在1989年度實現營業額達62.5億日元，盈利達12.39億日元，創下迄今最高記錄:84。
1990年代後，長崎文化放送和長崎國際電視台開播令長崎縣擁有四家民營電視台，廣告市場競爭因此更加激烈:84-85。同時因日本電視台系列的長崎國際電視台開播，長崎電視台退出日本電視台系列聯播網，完全成為富士電視台系列聯播網成員:85。1991年雲仙普賢岳噴發時，長崎電視台有三名記者在取材時殉職，是在雲仙普賢岳噴發報道中唯一有員工殉職的總部設在長崎的媒體:86-87。長崎電視台在1995年開始修建總部別館:95，並於1997年竣工。別館地下有一層，地上有六層，總樓面面積4,000平方公尺。本館三層和別館四層之間有天橋連接:97-98。1996年10月，長崎電視台開設了官方網站:96。1998年度，受到設備投資費用增加的影響，長崎電視台出現0.49億日元的虧損:99。但翌年恢復盈利:124。
2001年，長崎電視台啟用了吉祥物「K-tan」（（けーたん））:108。2004年，長崎電視台以全日10.3%、黃金時段14.9%、晚間時段15.1%的收視率首次獲得收視率三冠王:114-115，並在2005年蟬聯:225。2006年12月1日，長崎電視台開始播出數位電視訊號:116。2008年，為慶祝開播40週年，長崎電視台和上海廣播電視台共同製作電視劇《月之光》，並在富士電視台系列聯播網在九州的各台及富士電視台，以及上海東方電視台播出:121-122。2011年1月24日，長崎電視台在對馬市率先停播類比電視訊號，並在同年7月24日完全停止播出類比電視。

## 節目
長崎電視台自1980年開始改變新聞節目形式，從以往由主播朗讀的方式改為出鏡主持:62。1982年7月23日至24日的長崎大水害時，長崎電視台在通信困難的情況下堅持播出水災新聞，並在深夜播出了新聞特別節目:65。長崎電視台還曾在傍晚的自製新聞節目中使用副聲道播出翻譯為中文的新聞內容:161-262。長崎電視台現在平日傍晚的新聞節目是自2019年開始播出的《KTN Live News it!》）。
長崎電視台的第一個自製帶狀節目是自1976年開始播出的主婦向資訊節目《你好！長崎》（こんにちは！長崎）。該節目是播出達15年的長壽節目:53。1995年開始，長崎電視台在平日傍晚17時播出《電視Myude》（テレビみゅーで）節目，是長崎縣的民營電視台第一個大型帶狀資訊節目:94。現在長崎電視台在平日午後播出的自製資訊節目是自2014年開始播出的《Yojimaru!》。

## 註释
1. ↑  「三冠」指全日（6:00-24:00）、黃金時間（19:00-22:00）、晚間時段（19:00-23:00）三個時段皆獲得收視率第一。

## 外部連結
- KTN長崎電視台 （页面存档备份，存于）
- KTN長崎電視台的X（前Twitter）
- YouTube上的KTN長崎電視台頻道